# Buchanan (Familienname)
Buchanan ist ein Familienname.

## Namensträger

### A
- Alick Buchanan-Smith (1932–1991), schottischer Politiker und Minister der Conservative Party
- Alick Buchanan-Smith, Baron Balerno (1898–1984), britischer Politiker und Offizier
- Andrew Buchanan (Politiker) (1780–1848), US-amerikanischer Politiker
- Andrew Buchanan (Mediziner) (1798–1882), britischer Physiologe, Chirurg und Hochschullehrer
- Andrew Buchanan, 1. Baronet (1807–1882), britischer Diplomat
- Angus Buchanan (1886–1954), schottischer Naturforscher
- Anthony Buchanan (* 1955), walisischer Rugby-Union-Spieler
- Ann Buchanan, britische Maskenbildnerin und Friseurin
- Art Buchanan, US-amerikanischer Country- und Rockabilly-Musiker

### B
- Bay Buchanan (* 1948), US-amerikanische Regierungsbeamtin
- Benjamin Franklin Buchanan (1857–1932), US-amerikanischer Politiker und Jurist
- Brian Buchanan (1961–2021), kanadischer Jazzmusiker

### C
- Cameron Buchanan (1946–2023), Politiker der Scottish Conservative Party und Mitglied des schottischen Parlaments
- Caroline Buchanan (* 1990), australische Radrennfahrerin
- Chase Buchanan (* 1991), US-amerikanischer Tennisspieler

- Colin Buchanan (Stadtplaner) (1907–2001), britischer Stadtplaner
- Colin Buchanan (Bischof) (1934–2023), britischer Geistlicher, Bischof von Aston und von Woolwich
- Colin Buchanan (Musiker) (* 1964), australischer Musiker und Entertainer
- Colin Buchanan (Schauspieler) (* 1966), schottischer Schauspieler
- Col Buchanan (* 1973), nordirischer Schriftsteller

### D
- David H. Buchanan (1907–1972), US-amerikanischer Generalmajor
- Donald Buchanan (1942–2011), jamaikanischer Politiker (PNP)
- Dorothy Donaldson Buchanan (1899–1985), schottische Bauingenieurin
- Duncan Buchanan (George Duncan Buchanan; um 1935–2012), südafrikanischer Geistlicher, Bischof von Johannesburg

### E
- Edgar Buchanan (1903–1979), US-amerikanischer Schauspieler
- Edna Buchanan (* 1949), US-amerikanische Journalistin und Autorin
- Ella Buchanan (1869–1951), US-amerikanische Bildhauerin

### F
- Ferdinand Buchanan (1888–1967), südafrikanischer Sportschütze und Brigadegeneral
- Francis Buchanan-Hamilton (1762–1829), schottischer Geograph, Zoologe und Botaniker
- Frank Buchanan (Politiker, 1862) (1862–1930), US-amerikanischer Politiker (Illinois)
- Frank Buchanan (Politiker, 1902) (1902–1951), US-amerikanischer Politiker (Pennsylvania)
- Franklin Buchanan (1800–1874), US-amerikanischer Offizier

### G
- George Buchanan (1506–1582), schottischer Philosoph, Dichter und Historiker
- George Buchanan (Ingenieur, um 1790) (um 1790–1852), schottischer Ingenieur und Vermesser
- George Buchanan (Mediziner) (1831–1895), britischer Epidemiologe
- George Buchanan (Ingenieur, 1865) (1865–1940), britischer Ingenieur
- George Buchanan (Politiker) (1890–1955), schottischer Politiker und Gewerkschafter
- George William Buchanan (1854–1924), britischer Diplomat
- Glenn Buchanan (* 1962), australischer Schwimmer

### H
- Hugh Buchanan (1823–1890), US-amerikanischer Politiker

### I
- Ian Buchanan (Publizist) (1932–2008), britischer Publizist
- Ian Buchanan (Schauspieler) (* 1957), schottischer Schauspieler
- Ian Buchanan (Kulturtheoretiker) (* 1969), australischer Kulturtheoretiker
- Irene Buchanan (* 1945), deutsche Malerin, Grafikerin und Zeichnerin

### J
- Jack Buchanan (1891–1957), britischer Schauspieler, Sänger und Theaterproduzent
- Jakob Buchanan (* 1968), dänischer Jazzmusiker und Komponist
- James Buchanan (1791–1868), US-amerikanischer Politiker, Präsident 1857 bis 1861
- James Buchanan (Pfarrer) (1804–1870), britischer Geistlicher
- James Buchanan (Politiker, 1827) (1827–1891), australischer Politiker
- James Buchanan (Politiker, 1839) (1839–1900), US-amerikanischer Politiker (New Jersey)
- James Buchanan (Leichtathlet) (* 1955), kanadischer Weitspringer
- James M. Buchanan (1919–2013), US-amerikanischer Wirtschaftswissenschaftler
- James P. Buchanan (1867–1937), US-amerikanischer Politiker
- Jeff Buchanan (* 1971), kanadischer Eishockeyspieler
- Jeffrey S. Buchanan (* um 1960), US-amerikanischer Generalleutnant im Ruhestand
- Jock Buchanan (Fußballspieler, 1894) (John Buchanan; 1894–1947), schottischer Fußballspieler
- Jock Buchanan (Fußballspieler, 1928) (John Buchanan; 1928–2000), schottischer Fußballspieler und -trainer
- Jock Buchanan (Fußballspieler, 1935) (John Buchanan; 1935–2009), schottischer Fußballspieler
- John Buchanan (Botaniker) (1819–1898), neuseeländischer Botaniker und Künstler
- John Buchanan (Fußballspieler, 1866) (1866–1942), schottischer Fußballspieler
- John Buchanan (Segler) (1884–1943), schottischer Segler
- John Buchanan (Politiker) (1931–2019), kanadischer Politiker (PC)
- John Buchanan (Manager) (1943–2015), neuseeländischer Manager
- John Buchanan (Fußballspieler, 1951) (* 1951), schottischer Fußballspieler
- John Buchanan (Produzent), Filmproduzent
- John Buchanan (Schauspieler) (* 1972), US-amerikanischer Schauspieler
- John Buchanan (Judoka) (* 1975), britischer Judoka
- John A. Buchanan (1843–1921), US-amerikanischer Politiker
- John Hall Buchanan, Jr. (1928–2018), US-amerikanischer Politiker
- John M. Buchanan (1917–2007), US-amerikanischer Biochemiker
- John P. Buchanan (1847–1930), US-amerikanischer Politiker
- Judd Buchanan (* 1929), kanadischer Unternehmer, Versicherungsvertreter und Politiker

### K
- Kadeisha Buchanan (* 1995), kanadische Fußballspielerin
- Keisha Buchanan (* 1984), britische Sängerin der Band Sugababes
- Ken Buchanan (1945–2023), britischer Boxer

### L
- Lachlan Buchanan (* 1990), australischer Schauspieler
- Lee Buchanan (* 2001), englischer Fußballspieler
- Leya Buchanan (* 1996), kanadische Leichtathletin
- Luciane Buchanan (* 1993), neuseeländische Schauspielerin

### M
- Mark Buchanan (* 1961), US-amerikanischer Physiker und Autor
- Mark Buchanan (Pastor), kanadischer Pastor und Autor

### N
- Nathaniel Buchanan (1826–1901), australischer Rinderzüchter, Viehtreiber und Entdecker
- Neil Buchanan (* 1961), britischer Fernsehmoderator und Maler
- Norman S. Buchanan (1905–1958), kanadisch-US-amerikanischer Ökonom

### P
- Pat Buchanan (* 1938), US-amerikanischer Politiker, Journalist und TV-Kommentator

### R
- Robbie Buchanan (* 1996), schottischer Fußballspieler
- Robert Earle Buchanan (1883–1973), US-amerikanischer Bakteriologe
- Robert Williams Buchanan (1841–1901), schottischer Dichter, Romanautor und Dramatiker
- Roy Buchanan (1939–1988), US-amerikanischer Bluesrock-Gitarrist
- Rushlee Buchanan (* 1988), neuseeländische Radsportlerin

### S
- Sharon Buchanan (* 1963), australische Hockeyspielerin
- Shawn Buchanan (* 1982), kanadischer Pokerspieler
- Sherry Buchanan (* ~1954), US-amerikanische Schauspielerin
- Simone Buchanan (* 1968), australische Schauspielerin
- Susan Buchanan (* 1952), kanadische Gerätturnerin

### T
- Tajon Buchanan (* 1999), kanadisch-jamaikanischer Fußballspieler
- Tanner Buchanan (* 1998), US-amerikanischer Schauspieler
- Thomas Buchanan (Informatiker) (* 1942), amerikanisch-deutscher Informatiker
- Thomas G. Buchanan (1919–1988), US-amerikanischer Journalist und Buchautor
- Thomas Ryburn Buchanan (1846–1911), schottischer Politiker

### V
- Vera Buchanan (1902–1955), US-amerikanische Politikerin
- Vern Buchanan (* 1951), US-amerikanischer Politiker

### W
- Wiley T. Buchanan (1914–1986), US-amerikanischer Diplomat